# Fordoun Stone

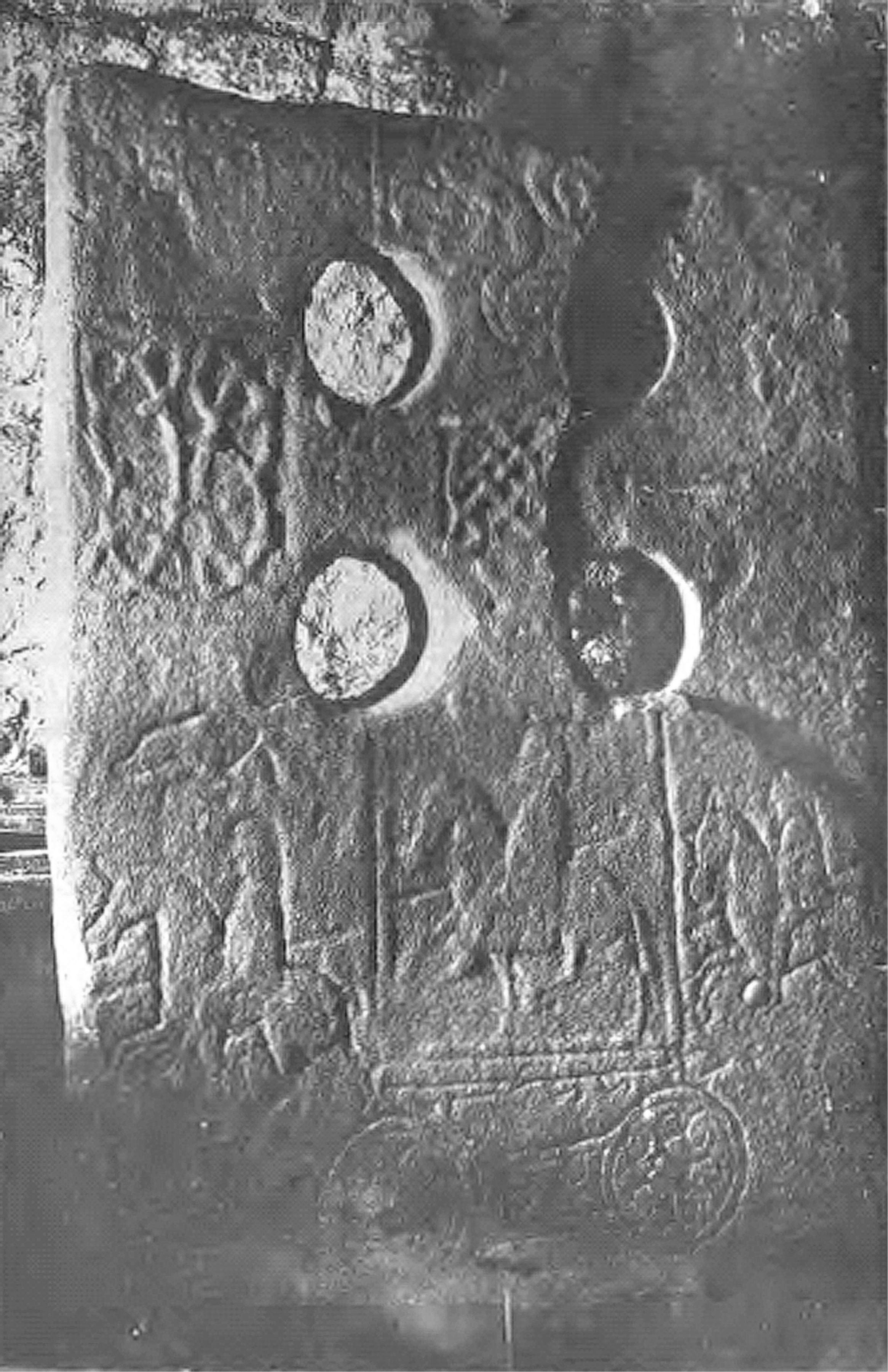
Fordoun Stone

Der 1,07 m hohe Fordoun Stone ist ein im 18. Jahrhundert entdeckter Cross-Slab der Class II aus Old-Red-Sandstein in Auchenblae, in Aberdeenshire in Schottland. Er trägt piktische Symbole und Inschriften in lateinischen und Ogham-Buchstaben.
Der Fordoun Stone war in der Fordoun Pfarrkirche als Bodenpflasterstein verwendet worden. Die Platte zeigt ein keltisches Kreuz mit vier runden Durchbrüchen und eingelegtem Knotenwerk (englisch Knotwork oder Celtic Knot), eine Jagdszene, eine Doppelscheibe und einen Z-Stab und steht jetzt in der Kirche. Sie trägt die Inschrift VUN-MSETTORBBRE in Ogham an den Rändern sowie Pidarnoin in lateinischen Buchstaben auf der Fläche.